# Gliese 229
Gliese 229, också med beteckningarna Gl 229 och GJ. 229, är en röd dvärgstjärna i Harens stjärnbild.
Stjärnan är en flarestjärna (UV) som varierar mellan visuell magnitud +8,13 och 8,20.

## Exoplaneter
En brun dvärg som kretsar runt stjärnan upptäcktes 1994 och verifierades 1995. Den fick beteckningen Gliese 229 B och blev en av de först bekräftade bruna dvärgarna tillsammans med Teide 1. 
I mars 2014, upptäcktes en het Neptunus, som fick beteckningen Gliese 229 Ab eftersom den kretsar runt A-komponenten.
| Planet | Massa       | Halv storaxel (AE) | Siderisk omloppstid (Dygn) | Excentricitet | Inklination | Radie    |
| ------ | ----------- | ------------------ | -------------------------- | ------------- | ----------- | -------- |
| Ab     | 32 M⊕       | 0,97               | 471                        | <0,32         | –           | –        |
| B      | <21-52,4 MJ | >35                | >10000                     | –             | –           | 0,468 RJ |